# Luss
Luss är en by i Argyll and Bute, Skottland. Byn är belägen 12 km 
från Tarbert. Orten har 141 invånare (1971).